# I Didn't Raise My Boy to Be a Soldier
I Didn't Raise My Boy to Be a Soldier è una canzone popolare  statunitense contro la guerra, composta nel 1915 da Alfred Bryan (1871-1958), autore del testo, e da Al Piantadosi (1882-1955), autore della melodia. Resa celebre grazie alla versione incisa da Morton Harvey, è stata la prima canzone contro la guerra ad aver ottenuto un successo commerciale.

## Storia

La copertina dello spartito originale del brano

Il brano fu scritto in un periodo in cui si discuteva sull'opportunità da parte degli Stati Uniti d'America di intervenire o meno nel primo conflitto mondiale.
Lo spartito del brano fu pubblicato da Leo Feit di New York.
Gli interventisti tentarono di offuscare la popolarità del brano. Tra questi vi fu anche il presidente degli Stati Uniti Franklin Delano Roosevelt, che suggerì che il brano avrebbe dovuto essere sostituito da I Didn't Raise My Girl to Be a Mother e che una madre che si oppone alla guerra dovrebbe vivere in Cina o in un harem.
Gli stessi interventisti, con l'ingresso degli Stati Uniti nel conflitto mondiale nel 1917, costrinsero il cantante Morton Harvey a non incidere più il disco.
Il brano fu in seguito oggetto di parodie da parte delle persone favorevoli alla guerra, come quella intitolata I Didn't Raise My Dog to Be a Sausage.

## Testo

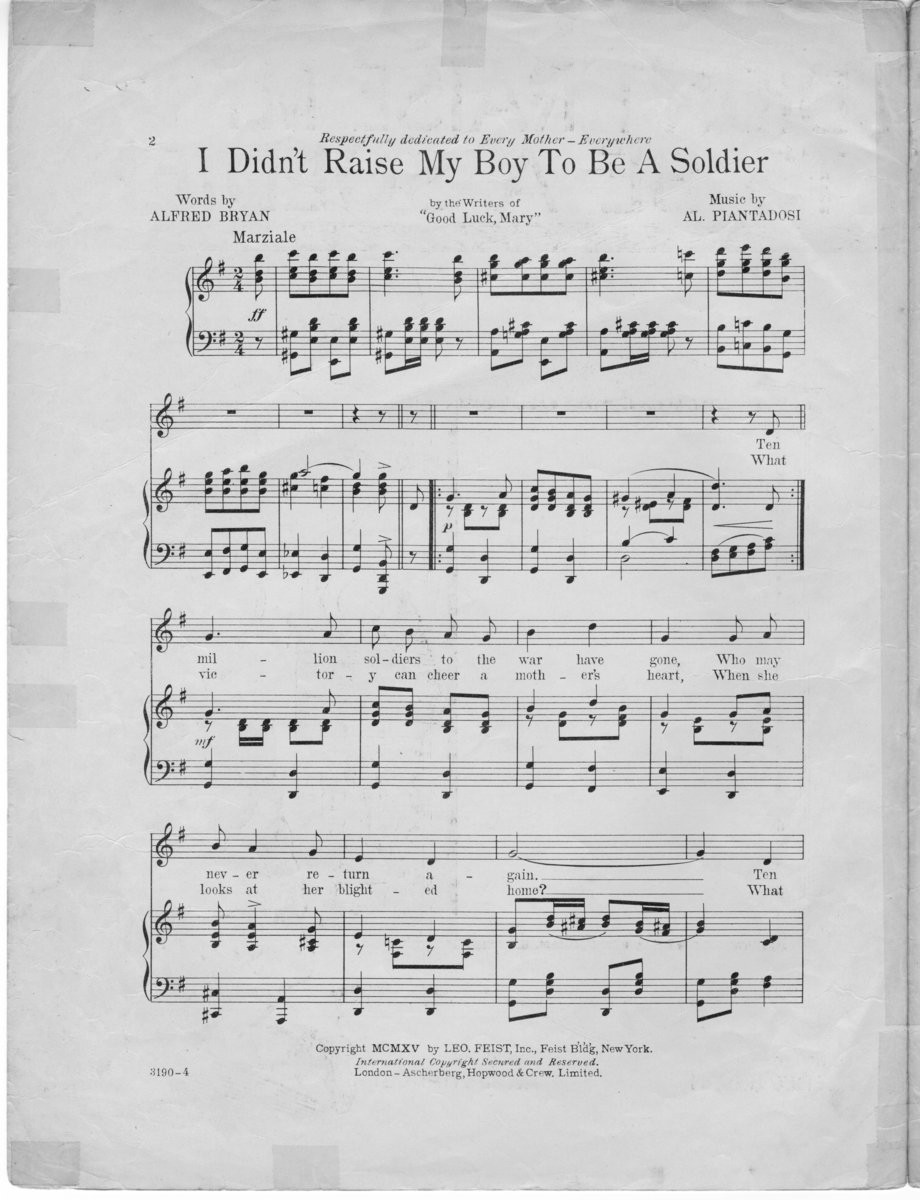
Prima pagina dello spartito del brano

Il brano interpreta il sentimento di ogni madre che vede andare il figlio in guerra: il testo dice infatti che dieci milioni di soldati sono partiti per il fronte e, dato che molti di loro probabilmente non torneranno, tante madri piangeranno un figlio morto invano. Per questo si pensa a quello che ogni madre direbbe, ovvero "non ho cresciuto mio figlio perché faccia il soldato".
Ten million soldiers to the war have gone,
Who may never return again.
Ten million mother's hearts must break
For the ones who died in vain.
Head bowed down in sorrow
In her lonely years,
I heard a mother murmur thru' her tears:
Ritornello:
I didn't raise my boy to be a soldier,
I brought him up to be my pride and joy.
Who dares to place a musket on his shoulder,
To shoot some other mother's darling boy?
Let nations arbitrate their future troubles,
It's time to lay the sword and gun away.
There'd be no war today,
If mothers all would say,
"I didn't raise my boy to be a soldier."
What victory can cheer a mother's heart,
When she looks at her blighted home?
What victory can bring her back
All she cared to call her own?
Let each mother answer
In the years to be,
Remember that my boy belongs to me!
Ritornello (2x)

## Versioni discografiche
Oltre che da Morton Harvey, il brano fu inciso anche dai seguenti artisti e gruppi musicali:
- Guy Carawan (nell'album The Land Knows You're There del 1986)[5]
- Eli Radish Band (nell'album I Didn't Raise My Boy to Be a Soldier)[6]
- Carl Ely[4]
- The Longines Symphonette (nell'album The Family Library Of Beautiful Listening All-American Favorites del 1973)[7]
- Johnny Maddox (nell'album Ragtime Piano 1917-18 del 1958)[8]
- Tiny Tim (nell'album Tiny Tim Unplugged del 1996)[9]
- Michael Weston King (nella compilation Un-Herd Volume 24 del 2010)[10]
- Ian Whitcombe (nell'album Under the Ragtime Moon del 1972)[11]

## Il brano nella cultura di massa

### Cinema e fiction
- Nel 1915 la Selig Polyscope produsse I'm Glad My Boy Grew Up to Be a Soldier, un film ispirato alla canzone, che rispondeva ai temi pacifisti con una presa di posizione che sottolineava il sacrificio delle madri e dei loro figli per la difesa della patria.
- Il brano è stato inserito in un episodio della quarta stagione della serie televisiva statunitense Pretty Little Liars[12]